# Markus Feldmann
Markus Feldmann (Thun, 21 mei 1897 – Bern, 3 november 1958) was een Zwitsers politicus.

## Loopbaan
Feldmann werd geboren in een strikt gereformeerd gezin. Hij bezocht het in de traditie van het Piëtisme geleide Vrije Gymnasium van Bern en studeerde daarna rechten aan de Universiteit van Bern. In 1924 promoveerde hij als doctor in de rechten. 
Sinds zijn jonge jaren was hij tot zijn dood in 1958 voortdurend politiek actief. Van 1922 tot 1928 was hij redacteur van de Neue Berner Zeitung, het partijorgaan van de Bauern-, Gewerbe- und Bürgerpartei/ Parti des paysans, artisans et bourgeois (Partij van Boeren, Middenstanders en Burgers), de voorloper van de huidige Zwitserse Volkspartij (SVP). Van 1928 tot 1945 was hij hoofdredacteur van de Neue Berner Zeitung. Van 1933 tot 1935 was hij voorzitter van de Zwitserse Persvereniging.
In 1933 schreef Feldmann mee aan het partijprogram van de Berner BGB/PAB. In 1937 werd het Berner partijprogram het nieuwe partijprogramma van de federale BGB/PAB. 
Van 1935 tot 1945 en van 1947 tot 1951 was hij lid van de Nationale Raad. Daarnaast was hij lid van Regeringsraad van het kanton Bern. Van 1 juni 1947 tot 31 mei 1948 was hij voorzitter van de Regeringsraad van Bern. 
Ofschoon uit een pro-Duitse familie, belette het Markus Feldmann niet om tijdens de Tweede Wereldoorlog flink stelling te nemen tegen het nationaalsocialisme van Hitler. Ook bestreed hij het Duitse voorstel aan de Zwitserse regering om een verregaande perscensuur in te voeren. Hij stond wel achter het voorstel der regering om een gedeeltelijke censuur in te voeren teneinde daarmee eventuele partijschap in de pers te voorkomen. 
Op 13 december 1951 werd Markus Feldmann als opvolger van Eduard von Steiger in Bondsraad gekozen. Hij bleef in de Bondsraad tot zijn dood op 3 november 1958. Tijdens zijn ambtsperiode beheerde hij het Departement van Justitie en Politie. 
Feldmann was in 1955 vicepresident en in 1956 bondspresident. 
Na de toestroom van Hongaarse vluchtelingen (1956) zette hij zich in voor een herziening van de Zwitserse vluchtelingenwetgeving.
Op godsdienstig-theologisch vlak een tegenstander van Karl Barth.